# Вилькок, Феодор
Феодор Вилькок (Frederick Wilcock, 1906, Англия — 25 января 1985) — английский католический священник, иезуит византийского обряда, участник неоунии в Польше и Русского апостолата в Зарубежье, педагог в интернате Святого Георгия в Намюре и руководитель воспитательных учреждений для русских детей в Китае и Бразилии, основатель Русского центра имени Владимира Соловьёва при Фордамском университете в Нью-Йорке (Russian Center Fordham University. New York, 58), настоятель прихода св. ап. Андрея в Лос-Анджелесе, узник японских концлагерей, участник съездов русских католиков в Риме 1950 и 1979 гг.

## Биография
Родился в Англии, вступил в орден иезуитов, в 1929 году по призыву папы Пия XI поступил в Руссикум. Рукоположен в сан священника в 1935 году. Был направлен в Польшу для работы в неоунии. Несколько раз пересекал границу СССР, откуда ему удалось благополучно вернуться. 
В 1939 году прибыл в Китай, где Католическая церковь создала Апостольский экзархат Харбина, для работы с русскими эмигрантами, был направлен в Шанхай, где действовала Русская католическая миссия в Шанхае с храмом святителя Николая, в котором служил архимандрит Николай (Алексеев). Возглавил школу-интернат для мальчиков и был духовником при школе Святой Софии для русских девочек. Пригласил на работу в Шанхай священника Иоанна Мильнера. В период японской оккупации, вместе с последним, пережил арест и заключение в концентрационный лагерь. В 1945 году вернулся в Шанхай. В 1949 году с приходом к власти Коммунистической партии Китая провел спешную эвакуацию 6 500 русских в лагерь на острова Тубабао и Самар на Филиппинах, в течение нескольких лет управлял одним из временных поселений русских беженцев.
Переехав в Европу, преподавал в интернате св. Георгия в г. Намюр, с 1950 года жил в Нью-Йорке, где основал Русский центр имени Владимира Соловьёва при Фордамском университете (Russian Center Fordham University. New York, 58), ему помогали иезуиты Фионан Бранниган и Джон Райдер. Задачами центра были: организация русского факультета, выпуск книг на русском и английском языках по русским вопросам, чтение докладов о России и СССР, о восточных обрядах католической церкви. При центре действовал домовый храм, открытый 9 декабря 1951 года, в котором хранились спасенные из Шанхая русские культурные ценности: семисвечник и более ста икон, особенно образ преподобного Серафима Саровского.
Часто совершал богослужения в Русском католическом храме св. Архангела Михаил на Манхеттене в Нью-Йорке.
В 1955 назначен директором Интерната для русских мальчиков имени св. Владимира в г. Иту, Бразилия, одновременно с 1957—1966 — место служения Храм Благовещения Божией Матери (Сан-Паулу).
В 1967 вернулся в Нью-Йорк на пост директора экуменического центра при Фордамском университете, далее — настоятель прихода св. ап. Андрея в Лос-Анджелесе